# خانه ارزانی
خانه ارزانی مربوط به اواخر دوره قاجار است و در ابرکوه، خیابان نسقی، پشت باغ ارزانی واقع شده و این اثر در تاریخ ۲۴ اسفند ۱۳۸۳ با شمارهٔ ثبت ۱۱۶۵۱ به‌عنوان یکی از آثار ملی ایران به ثبت رسیده است.